# José María Rubiera Torres
José María Rubiera Torres o José Rubiera (San Antonio (Jaruco), Mayabeque, Cuba, 22 de enero de 1946) es un meteorólogo cubano, Especialista en Huracanes en el Centro Nacional de Pronósticos del Instituto de Meteorología. Es Licenciado en Meteorología y posteriormente obtuvo el doctorado en Ciencias Geográficas. Desde 1981 se dedica a elaborar informes meteorológicos tanto en la radio, como en la televisión cubana. Actualmente es profesor en la carrera de Licenciatura en Meteorología y Vicepresidente del Comité de Huracanes de la Organización Meteorológica Mundial (OMM) en la Región IV (América del Norte, Centroamérica y Caribe)

## Reconocimientos
- 2005: Miembro de Honor de la Asociación de Pedagogos de Cuba (APC).

- 2013: Doctor Honoris Causa en Ciencias Físicas y Matemáticas por la Universidad Central de Las Villas, Cuba.[1]

- Datos: Q5410204